# Agintheus
Agintheus war ein spätantiker römischer Heermeister (magister militum).
Agintheus war ausweislich seines Namens germanischer Abstammung. Er ist nur deswegen bekannt, weil der spätere Geschichtsschreiber Priskos ihn 449 auf seiner Reise zu Attila traf. Dem kurzen Bericht des Priskos zufolge war Agintheus zu dieser Zeit magister militum per Illyricum und ist damit der einzige namentlich bekannte Heermeister Illyriens unter dem oströmischen Kaiser Theodosius II. (408–450). Agintheus war in der Nähe von Naissus stationiert, wo ihn die römische Gesandtschaft des Maximinus, der auch Priskos angehörte, nach ihrem Durchzug durch das infolge des Kriegs zwischen Rom und den Hunnen verlassene Naissus aufsuchte. Die Gesandtschaft übernachtete im Lager des Agintheus. Gemäß einer Abmachung Attilas mit Theodosius II. übergab Agintheus nach einer Unterredung fünf bei ihm untergekommene hunnische Deserteure. Attila hatte 17 namentlich genannte Personen, die aus dem Hunnenreich geflohen waren, von den Römern zurückgefordert, was Theodosius ihm zugestanden hatte. Agintheus hatte die fünf, die er mitführte, laut Priskos gut behandelt, gab sie aber jetzt auf Anweisung der Gesandtschaft der Auslieferung preis.
Alexander Demandt vermutet, dass Agintheus nicht über viele Truppen verfügt haben kann, weil die Hunnen bei ihrem Einfall in die oströmischen Gebiete Illyriens 441/442 das Land verwüstet hatten.